# Mary Roach
Mary Roach (Etna, 20 marzo 1959) è una scrittrice e divulgatrice scientifica statunitense.
Laureata in psicologia presso l'Università Wesleyan, ha iniziato la carriera scrivendo articoli e comunicati stampa per l'ente zoologico di San Francisco, città dove tuttora risiede. A partire dal 1986, tuttavia, dopo essere riuscita a pubblicare un articolo ricco di humour sul San Francisco Chronicle, iniziò a scrivere per una lunga lista di giornali e riviste, fra cui Vogue, Sports Illustrated, GQ e altri.
Proprio partendo da questi articoli, la Roach ha sviluppato le sue ricerche fino a realizzare dei veri e propri saggi divulgativi. Il primo, Stecchiti (vincitore del premio Alex nel 2004), riguarda ciò che accade ai corpi umani in seguito al decesso; in particolare l'uso che spesso la scienza fa, o ha fatto, degli studi anatomici sui cadaveri, per avanzare nelle ricerche.
Il secondo saggio, Spettri, descrive varie modalità, oggetto a volte di presunte dimostrazioni scientifiche, con cui gli esseri umani hanno tentato di rapportarsi alle anime dei defunti, e in generale di tutto ciò che è ritenuto da alcuni come segno e dimostrazione dell'esistenza di un'anima indipendente dal corpo.
Il terzo saggio, Godere, concerne invece la sessualità umana, ovvero gli studi che la scienza, in modo spesso inconcludente secondo la Roach, ha dedicato al sesso nelle sue varie espressioni, per comprenderne il funzionamento e curarne le patologie. Seguendo il suo tipico stile fatto di diretta partecipazione alle sperimentazioni oggetto delle sue ricerche, in questo libro la Roach descrive, fra l'altro, un amplesso a scopo scientifico effettuato da lei stessa con suo marito, in uno studio medico, nell'ambito di una ecografia quadridimensionale.

## Opere
- Stecchiti, Einaudi, 2003, ISBN 978-88-06-17854-3
- Spettri, Einaudi, 2006, ISBN 88-06-18350-8
- Godere, Einaudi, 2008
- Come vivremo su Marte, Milano, il Saggiatore, 2017
- Wanted!, Aboca, 2023